# ثابت التوزيع
ثابت التوزيع أو نسبة التوزيع (بالإنجليزية:distribution constant (or partition ratio) (KD)) هو ثابت توازن لتوزيع مادة مذابة في سائلين لا يذوبان في بعضهما البعض .
في التحليل الاستشرابي (كروماتغرافي)
chromatography لمادة مذابة يكون ثابت التوزيع مساويا لنسبة تركيزه في الحالة الساكنة إلى تركيزه في الطور المتحرك (الشطف)، أي أنه يمثل نسبة إذابته في كل من الطورين.
ولا يصح الخلط بين ثابت التوزيع و معامل التوزيع.

## المعادلات
نسبة فاعلية مذاب في سائل مذيب، مثل A في نظام ماء/سائل عضوي، فإنها تبقى ثابتة وتعتمد على الكمية الكلية A (بالتالي {\displaystyle [A]_{org}\propto [A]_{aq}}), عند درجة حرارة معينة :
ثابت التوزيع يـُعطى بالمعادلة:
{\displaystyle (K_{D})_{A}={(aA)_{org} \over (a_{A})_{aq}}\approx {[A]_{org} \over [A]_{aq}}}
حيث الأقواس القائمة [A] تعبر عن التركيز .
تساعدنا ثوابت التوزيع في حساب تركيز المذاب الباقي في محلول حتى بعد عمليات عديدة لاستخراج المذاب. كما أنها تسمح باختيار الطريقة المناسبة لإجراء عملية فصل سائلين عن بعضهما البعض.
وبناء على ذلك فإن تركيز A المتبقي في المحلول المائي بعد عدد i من عمليات الاستخراج بواسطة مذيب من مادة عضوية تساوي الآتي:
{\displaystyle [A]_{i}=({V_{aq} \over V_{org}K_{D}+V_{aq}})^{i}[A]_{0}}
(حيث [A]i هو تركيز A الباقي بعد فصل Vaq مليلتر من المحلول الذي كان تركيزه أصلا [A]0 باستخدام عدة كميات i من المذيب العضوي، كمية كل منها Vorg).

## اقرأ أيضا
- معامل التوزيع
- شطف (كيمياء)